# Gaultheria lanceolata
Gaultheria lanceolata är en ljungväxtart som beskrevs av Joseph Dalton Hooker. Gaultheria lanceolata ingår i släktet Gaultheria och familjen ljungväxter. Inga underarter finns listade i Catalogue of Life.